# Carl von Ewald (militär)
Carl von Ewald, född den 1 mars 1789 i Kassel, död den 18 mars 1866 i Köpenhamn, var en dansk officer. Han var son till generallöjtnant Johann von Ewald och far till författaren H.F. Ewald.
Ewald blev sekondlöjtnant 1805 och deltog i fälttåget 1814 som stabschef vid andra brigaden och 1815 vid hjälpkårens första brigad. Efter hemkomsten från Frankrike skrev han flera militära uppsatser och var 1821–1826 medutgivare av Magasin for militær Videnskabelighed. Från 1822 blev han lärare i krigshistoria och taktik för den senare kung Fredrik VII och reste 1826–1828 i utlandet med prinsen, varefter han blev adjutant hos Fredrik VI. Kort efter dennes död blev han överste, tjänstgörande generaladjutant och chef för kungens adjutantstab och byrån för arméns befälsärenden. Vid ministerskiftet 1848 frånträdde Ewald, som 1842 hade blivit generalmajor och 1847 förlänats storkorset av Dannebrogsorden, sina poster och han beviljades avsked året efter.